# Carl Hugo Rödiger
Carl Hugo Rödiger (* 9. Februar 1850 in Reudnitz; † unbekannt) war ein deutscher sozialdemokratischer Politiker.

## Leben
Nach dem Besuch der Kommunalschule wurde er Holzbildhauer. Später bildete er sich an einer Fortbildungsschule und am Gewerbemuseum in Berlin weiter. Er lebte zeitweise in Hamburg, später in Halle an der Saale, Leipzig, erneut in Halle, dann in Zeitz und Gera, in Berlin und zuletzt ist er 1895 in Gera nachweisbar. Im Jahr 1872 trat er der Sozialdemokratie bei. Zwischen 1875 und 1887 war er mehrfach Delegierter auf Parteitagen. Verschiedentlich wurde er bis 1878 in politischen Prozessen zu insgesamt 21 Monaten Gefängnis verurteilt. Im Juli 1884 wurde er aus Leipzig ausgewiesen. Im selben Jahr war er in Berlin Redakteur des „Berliner Volksblattes“ ehe er auch von dort ausgewiesen wurde. Kurze Zeit gab er in Gera die „Politische Wochenschrift für das deutsche Volk“ heraus, ehe das Blatt verboten wurde. Nach 1884 lebte er als Zigarrenfabrikant in Gera. Bereits bei den Wahlen im Januar 1877 und im Juli 1878 hatte er vergeblich für den Reichstag kandidiert. 
In der sechsten Wahlperiode, 1884 bis 1887, war er Mitglied des Reichstages für den Wahlkreis Reuß jüngere Linie. 
Bei der Reichstagswahl 1887 wurde Hermann Ampach Abgeordneter dieses Wahlkreises.
Über sein weiteres Leben gibt es kaum Informationen. Er soll bis zum Ersten Weltkrieg in Gera gelebt haben. Nach einer Verurteilung zu 20 Monaten Gefängnis soll er nach Amerika ausgewandert sein.